# Lucien De Bruyne
Lucien Armand De Bruyne (Etterbeek, 25 februari 1902 – Waarschoot, 12 mei 1978) was een Belgisch kanunnik, prelaat en archeoloog.
In de Sint-Baafskathedraal werd hij in 1928 priester gewijd. Hij behaalde te Rome, aan het Pauselijk Instituut voor Christelijke Archeologie zijn doctoraat in de archeologie (summa cum laude) in 1931. Na de oorlog werd hij in 1946 directeur van het Pauselijke Commissie voor Gewijde Archeologie, en later censor bij de Pauselijke Academie voor Oudheidkunde. Tevens werd hij benoemd tot rector van de Sint-Juliaan-der-Vlamingen. Hij werd verheven tot protonotaris in 1965, en was lid van het Sint-Baafskapittel. 